# Sternopriscus alligatorensis
Sternopriscus alligatorensis là một loài bọ cánh cứng trong họ Bọ nước. Loài này được Hendrich & Watts miêu tả khoa học năm 2004.